# 壬生綱房
壬生 綱房（みぶ つなふさ）は、室町時代後期から戦国時代にかけての武将・戦国大名。下野宇都宮氏の家臣。壬生氏3代当主。権謀術数を駆使して芳賀高経等の重臣を失脚させ、宇都宮家中で絶大な権力を有した。晩年には下克上を果たし宇都宮氏から独立する。

## 生涯
文明11年（1479年）、下野宇都宮氏の家老・壬生綱重の嫡男として誕生。主君・宇都宮成綱から偏諱を受けている。
父・綱重が鹿沼城を任せられると、綱房は壬生城主となった。永正6年（1509年）に宗長が鹿沼に訪れた際に家臣の横手繁世と共に催し、句を披露した。この後、横手一伯の娘を側室として迎えたという。永正9年（1512年）、宇都宮錯乱の際は父に従い成綱方だったと思われる。永正17年（1520年）には、浄宝寺縄吊し合戦で那須氏の居城・山田城を謀略で落とす等の功績を上げている。ところが、大永3年（1523年）に皆川氏との間で起こった河原田合戦では宇都宮氏の皆川領侵攻に反対し、宇都宮軍の退路を遮断したという。同年、主君・宇都宮忠綱が猿山合戦にて大敗すると、芳賀高経・高孝ら反忠綱派によって擁立された成綱の三男・芳賀興綱（後の宇都宮興綱）が宇都宮城を乗っ取り家督を簒奪した際には（大永の内訌）、綱房は居城にて忠綱を保護するが、その後忠綱は急死。忠綱を見限った綱房による暗殺ともいう。
この頃から野心を剥き出しにしており、忠綱死後、綱房は日光山を掌握しようと、二男・座禅院昌膳を送り込み日光山の実質的な最高位である御留守職に就任させ、自身は享禄期の頃に日光山御神領惣政所となり、日光山の統治者となった。日光山岳の宿の改修や鹿沼の今宮権現の造営等日光山の統治者しての活動に尽力した。
反忠綱派によって擁立された主君・興綱は当時10歳と若年であり、芳賀高経は興綱を傀儡として扱い、宇都宮錯乱で失った権力を取り戻し、綱房もそれに乗じて権力を増大させ、興綱の代に宿老の地位を固めた。興綱が成人して独自の行動を取るようになると綱房は高経と共に対立。一度は宇都宮家臣の赤埴氏・戸祭氏らの執成しによって和解したが、その後再び対立した。天文元年（1532年）に芳賀高経・高孝と手を結んで興綱の主家乗っ取りの罪を追及し強制的に隠居させ、今度は成綱の二男・俊綱（尚綱）を擁立する。さらに天文5年（1536年）には高経と共に興綱を自殺に追い込んだ。また、綱房は天文元年（1532年）に鹿沼城の大改築を行い、城を山城から平山城とした。
天文期の頃になると綱房の権力の増大化によって壬生氏の地位は芳賀氏、益子氏に次ぐものになっていた。壬生領に隣接している小山氏の当主・小山高朝が白河結城氏の結城義綱に心苦しいと書状を送った程であったという。しかし、危機感を抱いた芳賀高経と不和となり、綱房は興綱自害の一件で高経と関係が悪化している当主・俊綱に接近し、高経と対立。綱房は高経の謀反の噂を流したとされる。高経が宇都宮氏と敵対している小山氏と関係を持ち始めた事を契機に天文10年（1541年）、古河公方足利晴氏・小田政治・佐竹義篤らと共に高経を滅ぼした。また、天文11年（1542年）に二男・座禅院昌膳が壬生氏の力が日光山に及びすぎる事に不満を抱き、久野村に隠居。それに対し綱房は昌膳の謀反の噂を捏造して広めさせ、嫡男・綱雄に攻めさせ、これを滅ぼしたという。高経を滅ぼした事で綱房を抑えられる者はいなくなり、壬生氏は宇都宮家中で非常に大きい影響力を有した。
天文18年（1549年）、喜連川五月女坂の戦いで主君・宇都宮尚綱が戦死すると混乱に乗じて宇都宮城を占拠した。綱房は那須氏と和議し芳賀高経の子・高照を宇都宮城に招いて共同政治体制を敷いた。しかし、実質的な支配者は綱房であり、高照は不安を抱いていたという。綱房は壬生城に嫡男・綱雄を置き、今まで居城だった鹿沼城に弟・徳雪斎を置き、領内各地の城主らには本領安堵を約している。こうして周辺の守りを固め、敵対しているのは尚綱の子・伊勢寿丸（後の宇都宮広綱）を保護している芳賀高定のみとなった。天文20年（1551年）、反乱の起きた結城氏のために古河公方から援軍を要請された時には、嫡男・綱雄を総大将に3000もの兵で出陣させ大勝利する。この戦果によって周辺国に壬生氏の勢いを見せつけた。綱房は、着実に旧宇都宮領を侵攻し壬生領として版図を拡大させ、綱房に敵対する多功氏、今泉氏、芳賀氏を牽制した。塩谷氏はどちらにもつかず中立な立場をとった。
天文24年（1555年）、傀儡であった芳賀高照が芳賀高定によって討ち取られると壬生氏を取り巻く状況も急転する。相模の北条氏・常陸の佐竹氏が芳賀高定の要請に応え，宇都宮氏支援の動きを見せ始める中で宇都宮城内で急死。病死とも芳賀高定による謀殺ともいわれる。宇都宮広綱が第21代当主として，宇都宮城主として帰還するのはこの2年後のことである。